# Сартаков, Семён Лаврентьевич
Семён Лаврентьевич Сартаков (1857—1919) — кунгурский купец первой гильдии, благотворитель и общественный деятель.

## Биография
Родился в 1857 году. Почетный попечитель Высшего городского начального училища, организатор Кунгурской сельскохозяйственной выставки с отделением по пчеловодству и участник открытия Пчеловодческого музея.
Был убит красноармейцем в 1919 году и сброшен в реку Ирень.

## Семья
Отец — Лаврентий Иванович Сартаков (1838—1906).
Мать — ?
Супруга — ?
10 детей. Дочь Антонина Семеновна Шастина, осуждена по статье 58 УК РСФСР. Находилась в лагерях около 20 лет.